# Den ungarske sovjetrepublik
Den ungarske sovjetrepublik eller rådsrepublik i 1919 var en kortvarig arbejderstat oprettet i Ungarn under ledelse af kommunisten Béla Kun under revolutionen efter 1. verdenskrig som verdens første socialistiske stat oprettet uden for Rusland. Den varede fra 21. marts til 6. august 1919, da kontrarevolutionære rumænske og tjekkiske interventionstropper knuste rådsrepublikken, hvorefter der blev oprettet et autoritært, nominelt monarki under ledelse af Miklós Horthy.

## Dannelse
I forbindelse med sammenbruddet af Østrig-Ungarn i 1918 blev Ungarn erklæret for en uafhængig republik, kaldet Den ungarske demokratiske republik, ledet af Mihály Károlyi. Dette markerede den endelige afslutning på Ungarns over 400-årige æra som en del af det habsburgske rige. Imidlertid var den nye republik svag og manglede mere folkelig opbakning i landet, ligesom der var en vis folkelig opbakning til en bølge af radikale kommunistiske ideer, som efter afslutningen af den 1. verdenskrig vandt terræn blandt dele af Europas arbejderklasse, ligesom de radikale kræfter hurtigt blev splittede og ofte havde meget svært ved at blive politisk enige. I forbindelse med oktoberrevolutionen i 1917, da den russiske tsar Nikolai II blev styrtet og en kommunistisk stat blev dannet, som senere skulle blive til Sovjetunionen, blev mange andre radikale ledere i Europa inspirerede til at oprette deres egne arbejderstater i deres hjemlande. En af dem, der drømte om sin egen kommunistiske revolution i sit hjemland, var den ungarske kommunist Béla Kun, der i sin tid som krigsfange i Moskva sammen med en lille skare af ligesindede formelt havde dannet det ungarske kommunistparti den 4. november 1918, og et par uger senere vendte Kun og nogle af hans tilhængere tilbage til Ungarn for at organisere den populære utilfredshed med den nye republik under ledelse af kommunistpartiet. Den 24. november blev det ungarske kommunistparti officielt grundlagt, og i de følgende måneder voksede det kommunistiske parti hurtigt fra nogle få hundrede medlemmer i november 1918 til at omfatte ca. 30.000-40.000 medlemmer i februar 1919. Károlyi-regeringen gjorde, hvad den kunne for at stoppe kommunistpartiets tilslutning, men mistede snart initiativet. Som en sidste desperat foranstaltning for at holde kommunisterne væk fra magten, tvang præsident Károlyi sin konservative premierminister Dénes Berinkey til at fratræde den 20. marts 1919, og dagen efter meddelte han, at det ungarske socialdemokratiske parti ville danne en ny regering, men socialdemokraterne havde i hemmelighed og uden Károlyis viden indledt forhandlinger med kommunisterne om at deltage i et nyt styre. Dette resulterede i, at landet nu fik en kommunistdomineret regering, hvor Kun hurtigt indtog pladsen som dens leder. Samme dag, som den nye regering tiltrådte, trådte Kun Károlyi tilbage og erklærede Ungarn som en rådsrepublik.

## Politik
Inspireret af Lenins model i Rusland blev en ny type regering kaldet det revolutionære styrelsesråd eller det revolutionære råd ledet af Sándor Garbai og bestående af en koalition af kommunister og socialdemokrater, som snart vedtog en rent kommunistisk politik, hvor Garbai og Kun var dem, der i praksis holdt magten. Det revolutionære råd oprettede et proletariatets diktaturs og begyndte straks at udstede en række dekreter inspirerede af Lenins politikker, som blandt andet omfattede adskillelsen mellem stat og kirke, afskaffelse af adelens privilegier, lovfæstet ytringsfrihed, fri forsamlingsret og gratis uddannelse for alle borgere i rådsrepublikken. Der blev også gennemført en omfattende nationalisering af industri, erhvervsliv, landbrug, alle boliger og banker.

## Rådets republiks fald og genindførelsen af monarkiet
Mange af det revolutionære råds nye reformer blev hurtigt implementerede og førte til omfattende inflation og fødevaremangel i landet, hvilket snart fik den folkelige støtte til den nye stat til helt at forsvinde. Rådsrepublikken var også næsten isoleret fra omverdenen, forsøg på at få anerkendelse fra de resterende lande i Ententen såvel som fra den russiske sovjetstat mislykkedes. Snart begyndte de også at etablere deres egen røde garde, en slags milits, der på flere steder drev en hensynsløs forfølgelse mod alle, der kritiserede den nye orden. Derudover blev det regerende revolutionære råd plaget af interne konflikter, der i praksis gjorde det umuligt at styre landet, og efter et mislykket internt kuppet fra socialdemokraterne den 24. juni 1919, svarede kommunisterne tilbage med fuld styrke og lancerede en række udrensninger i landets regering i kombination med de forfølgelser, der i forbindelse med de aktiviteter, der blev udført af den røde garde rundt om i landet er gået over i historien som den røde terror. Parallelt med den forværrede situation i landet eskalerede også konflikter med nabolandene Tjekkoslovakiet og Rumænien, hvilke stater rådsrepublikken de facto havde været i krig med siden revolutionen i marts, men konfliktens udfald havde indtil da været uafklaret. I løbet af sommeren fik rådsrepublikken imidlertid stadig sværere med at opretholde sine forsvarslinjer, og den 30. juli 1919 brød rumænske tropper gennem republikkens forsvarslinjer fra øst, mens tjekkiske tropper rykkede videre nordpå. Den 1. august flygtede Béla Kun og flere andre højtstående fra kommunistpartiet til Østrig, hvorfra flere af dem til sidst kom videre til Rusland. Den 6. august rykkede rumænske tropper ind i Budapest, og den ungarske rådsrepublik ophørte officielt med at eksistere.
Godsejerklassen genvandt magten under admiral Horthys ledelse. Han oprettede et autoritært regime, nominelt et monarki, der hårdhændet skred ind imod alle mistænkte radikale grupper og derved vandt hurtigt den anerkendelse fra Ententens side, som Kun's kommunistiske regering aldrig modtog.
47°29′N 19°02′Ø / 47.48°N 19.03°Ø